# 마크로스 Δ
《마크로스 델타》(マクロスΔ, MACROSS Delta)는 마크로스의 세계관을 배경으로 하는 텔레비전 애니메이션이다. 사테라이트에서 애니메이션으로 제작하고 TOKYO MX에서 2016년 4월부터 9월까지 방영되었다.

## 개요
초시공요새 마크로스부터 만든 마크로스 시리즈의 애니메이션 작품으로선 7번째, TV 애니메이션으로선 2008년의 마크로스 프론티어에 이어 4번째 작품이다.

## 줄거리
서기 2067년 은하계 변방의 성계를 중심으로 자신을 잃고 광폭화하여 파괴의 최후를 맞는 바르 신드롬이 확대되고 있었다. 사태를 중요하게 본 성간복합기업체는 그 증상을 진정시키기 위해 소녀들에 의한 전술음악유닛 발퀴레와 공동작전을 수행하는 발키리 부대를 결성한다.
한편 바람의 왕국의 공중기사단이라 불리는 수수께끼의 발키리 부대가 움직이기 시작한다. 프로토 컬쳐의 유산의 수수께끼가 얽혀가며 성계를 넘나드는 뜨거운 사랑과 우정의 이야기가 막이 오른다.

## 음악
1화
- 사랑! 할레이션 THE WAR! ~without 프레이아 ver.~
- 질러틱♡Beginner
- 위태로운 보더라인
3화
- 우리들의 전장 (프레이아 독창)
4화
- 불확정성☆COSMIC MOVEMENT
- 우리들의 전장 (프레이아&미쿠모)
5화
- 룬이 반짝하고 빛나면 (ED곡, 프레이아 독창)
6화
- Walküre Attack!
7화
- Silent Hacker
- GIRAFFE BLUES (미쿠모)
- 질러틱♡Beginner
8화
- GIRAFFE BLUES (프레이아)
- NEO STREAM
- 위태로운 보더라인
9화
- AXIA ~엄청 좋아해서 너무 싫어~
- 우리들의 전장
- GIRAFFE BLUES
10화
- AXIA ~엄청 좋아해서 너무 싫어~ (ED으로 사용)
- 해파리 선창 (프레이아, 마키나, 레이나)
- Walküre Attack!
11화
- GIRAFFE BLUES
13화
- Walküre Attack!
- 위태로운 보더라인
- 한번뿐인 사랑이라면
16화
- God bless you
- 왈큐레의 버스데이 송
17화
- 사랑! 할레이션 THE WAR!
- Hear the universe
- 소녀♡Girl
- 질러틱♡Beginner
- 룬이 반짝하고 빛나면 (ED곡, 프레이아 독창)
- 불확정성☆COSMIC MOVEMENT
18화
- GIRAFFE BLUES
- 파멸의 순정 (ED곡이 작중에 사용)
- 우리들의 전장
- Love! Thunder Glow (ED으로 사용)
19화
- NEO STREAM
- 바람은 예고없이 분다 (ED으로 사용)
20화
- GIRAFFE BLUES
21화
- 울상폭발음
- GIRAFFE BLUES
22화
- Absolute 5
- 우리들의 전장
- 바람은 예고없이 분다 (ED으로 사용)
23화
- 성간비행(프레이아 커버 버전...)
24화
- Absolute 5
26화
- 우리들의 전장
- GIRAFFE BLUES
- 한번뿐인 사랑이라면
- 절대영도 노바틱